# 코퍼러티즘

코퍼러티즘적 행태는 고중세부터 존재했다. 중세 도시의 수공업자들은 각자 직능에 따라 길드로 조직되었다. 한 도시의 직능별 길드들이 모여 그들 전체의 이익을 위해 서로의 입장을 조율해 담합한다면 그것이 코퍼러티즘이다.

코퍼러티즘(Corporatism)이란, 법인체(코퍼레이션)들이 모여서 대립하지 않고 상호간에 협조하여 공통의 이해관계를 도출하여 정책을 결정하는 정치체제다.
현대 영어 표현으로 대기업의 사호에 “코퍼레이션”이라는 말이 많이 사용되긴 하지만, 코퍼러티즘은 대기업의 독재정 같은 것을 말하는 것이 아니며 그러한 것은 코퍼레이토크라시라고 한다. 또한 정치 부패나 이익단체의 압력행사로 정부가 기업의 편을 들게 되는 것도 코퍼러티즘이 아니다.
코퍼러티즘은 1850년대에 고전 자유주의 및 마르크스주의의 태동과 때를 같이하여 나타났다. 마르크스주의가 계급투쟁을 강조한 데 반하여, 코퍼러티즘은 공동체 구성원 전체의 이익으로 수렴되는 계급협조를 주장했다. 이후 등장한 파시즘에서 특히 코퍼러티즘을 강조하였으나, 코퍼러티즘이 파시즘의 전유물인 것은 아니다. 자유주의, 사회주의, 공산주의, 권위주의, 파시즘 등 이념을 막론하고 많은 지도자들이 코퍼러티즘의 계급협조 방법론을 채택했다. 사민주의 복지사회의 삼자주의 역시 코퍼러티즘적 양상에 해당한다.

## 코퍼러티즘의 역사

### 전근대 공동체주의 코퍼러티즘
코퍼러티즘적 개념은 고전 그리스에서부터 발견된다. 플라톤은 철저한 계급구조로 작동하는 전체주의 사회를 유토피아로 그렸는데, 플라톤의 유토피아의 사회 구성원들은 각자의 직분에 맡는 기능을 수행하며 개인의 이해관계보다 공동체 전체의 이해관계를 추구하여 사회적 조화를 이룰 것이라고 했다. 아리스토텔레스는 『정치학』에서 인간 사회는 종교인, 정치인, 군인, 노예 이렇게 네 가지 자연스러운 계급으로 나뉘고 각 계급마다 주어진 기능적 역할이 있다고 했다. 고대 로마는 그리스의 코퍼러티즘적 관념을 수용하져 자기들 나름의 코퍼러티즘 체제를 세웠다. 로마인들은 군사집단, 직능집단, 종교집단에 따라 시민 대표자들을 나누고, 각 집단에 콜레기움이라는 일종의 사단법인을 세워 각 집단 구성원들을 조직화하고 정치적으로 대변되게 하였다.
5세기에 서로마 제국이 망하고 중세 초기가 시작되자 유럼의 코퍼러티즘적 실천은 위축되었고, 기독교 수도회의 생산활동을 통해 명맥을 이어나갔다. 그러다 중세 성기부터 기존의 수도회 뿐 아니라 정주수도원, 탁발수도회, 기사수도회 등이 생겨났으며, 대학과 학회, 도시가 생겨났다. 이런 단체들은 모두 코퍼러티즘적 성격을 갖고 있었으며, 그 중에서도 특히 도시의 길드들이 그러했다. 이러한 중세 코퍼러티즘은 중세 신분제와 공생하였으며, 3대 신분(성직자, 귀족, 평민)의 구성원들은 각자 신분의 사단법인에 속해 코퍼러티즘을 실천하였다. 신분제와 공생한 중세 코퍼러티즘의 중요한 특징은 권력의 분산이었다. 무수히 많은 사단들 사이에 권력이 분점되어 구심점이 존재하지 않았다. 그러나 16세기 이후 절대왕정이 등장하면서, 중세에 느슨하게 공생해온 사단법인들은 서로 경쟁하고 합병되는 과정을 거치게 되었다. 결국 계몽시대쯤 되면 절대군주, 즉 국가가 사회의 모든 권력을 장악하는 국가주의 중앙집권이 달성되게 되면서, 할거하던 중세적 사단법인들은 왕권에 대한 어떠한 견제도 하지 못하게 되었다.
프랑스 혁명 이후, 전근대 코퍼라티즘은 절대왕정에 기생해온 구태의 제도로 간주되었고, 중세적 특권들이 박탈되면서 소멸되었다. 혁명정부는 코퍼러티즘적 생활은 개인의 권리 옹호라는 이념과 일치하지 않는다고 생각했다. 이후 유럽 전역에서 길드를 비롯한 중세적 사단법인들이 프랑스와 같이 폐지되었다. 그래서 1789년부터 1850년대까지, 코퍼러티즘의 지지자들은 대부분 반혁명 반동주의자들이었다. 이 시기의 반동주의자들은 자유경쟁 자본주의를 종식시키고 봉건제도를 회복하기 위한 방편으로서 코퍼러티즘을 선호했다.

### 진보적 코퍼러티즘
1850년대부터 근대적 의미에서의 코퍼러티즘이 등장하기 시작했다. 이들 진보적 코퍼러티스트들은 계급 간의 협조를 위해 중간계급 및 노동계급 구성원들의 집단적 권리를 보장해야 한다고 주장했다. 이것은 마르크스주의의 계급투쟁론과 개념적으로 반대되는 것이었다. 1870년대에서 1880년대 사이 코퍼러티즘은 유럽 곳곳에서 고용주와의 교섭에 전념하는 노사협조적 노동조합의 탄생으로 부활했다.
1887년, 페르디난트 퇴니스는 저서 『공동사회와 이익사회』에서 코퍼러티즘의 철학적 정당화를 전개했다. 이는 길드 사회주의를 진흥하고 이론사회학에도 큰 변화를 일으켰다. 퇴니스는 씨족, 코뮌, 가족, 직업에 기반한 유기적 공동사회(커뮤니티)가 자본주의로 인해 부과된 경제적 계급이라는 기계적 이익사회(소사이어티)에 의해 교란되고 있다고 분석했다. 훗날 나치당은 소위 “민족공동사회”라는 개념으로 퇴니스의 이론을 변용했다. 하지만 퇴니스는 나치를 반대했고 독일사회민주당에 입당했다.

## 같이 보기
- 계급협조론
- 갈등 이론
- 협동조합
- 파시즘
- 공동사회와 이익사회
- 길드
- 국민생디칼리슴
- 제3의 위치
- 맨슈어 올슨